# Бамбуковый союз
Бамбуковый союз (китайский язык: 竹聯幫; пиньинь: Zhūliánbāng) — крупнейшая из преступных группировок, действующих на Тайване (около 10 тыс. членов).

## Деятельность группировки
Бамбуковый союз действует на территории всей Азии, стран Тихого океана, Европы, Северной и Южной Америки. Основные направления деятельности группировки — игорный бизнес, выбивание долгов и заказные убийства.
Союз имеет сложную горизонтальную иерархию. По некоторым данным, численность группировки составляет около 10 000 человек. Бамбуковый Союз имеет тесные связи с партией Гоминьдан, что может быть мотивировано как политической идеологией, так и стремлением к получению прибыли. Сами же лидеры группировки связи с политиками Тайваня отрицают. Группировка получила мировую известность, когда стала заниматься политикой в начале 1980-х годов. Предполагаемый босс группировки Чэнь Чи-Ли и его сообщники Танг Гуй-Сен и Ву Тун убили писателя Генри Лю в Калифорнии в 1984 году. Чэнь был арестован в Тайване и осужден, однако спустя семь лет его приговор был изменен, после чего он бежал в Камбоджу, где он остался жить до своей смерти.